# Federalne Państwo Austriackie
Federalne Państwo Austriackie (niem. Bundesstaat Österreich) – nazwa państwa austriackiego od 12 lutego 1934 roku do 12 marca 1938 roku.
Podstawy państwa zostały zbudowane przez Engelberta Dollfußa, który uzyskał władzę w 1932 roku. W roku 1933 rozwiązany został parlament, a kanclerz rozpoczął rządy za pomocą dekretów, partie polityczne zostały zlikwidowane, zaś podporą rządów stał się stworzony przez Dollfußa Front Ojczyźniany. 12 lutego 1934 roku Dollfuß zmienił nazwę państwa na Federalne Państwo Austriackie, jednak już 25 lipca został zamordowany w zamachu zorganizowanym przez austriackich narodowych socjalistów. Jego następcą został współpracownik z rządu, Kurt Schuschnigg. Austria budowała ustrój autorytarny, jednak odmienny od niemieckiego, politycznie była zbliżona do faszystowskich Włoch Mussoliniego, który deklarował się jako gwarant niepodległości Austrii (w 1934 przy próbie zamachu stanu przez austriackie NSDAP dywizje włoskie zostały postawione w stan gotowości na przełęczy Brenner, a Mussolini zadeklarował gotowość obrony suwerenności Austrii). 12 marca 1938 roku, po ultimatum Hitlera, grożącego wkroczeniem Wehrmachtu do Austrii prezydent Wilhelm Miklas powierzył kierowanie rządem austriackiemu naziście, Arthurowi Seyss-Inquartowi, a sam ustąpił ze stanowiska. Pomimo ustępstwa Miklasa wojska niemieckie wkroczyły do Austrii i 12 marca został proklamowany Anschluss (inkorporacja) Austrii do III Rzeszy, któremu nie sprzeciwił się tym razem Mussolini.